# Ludwig Taaffe

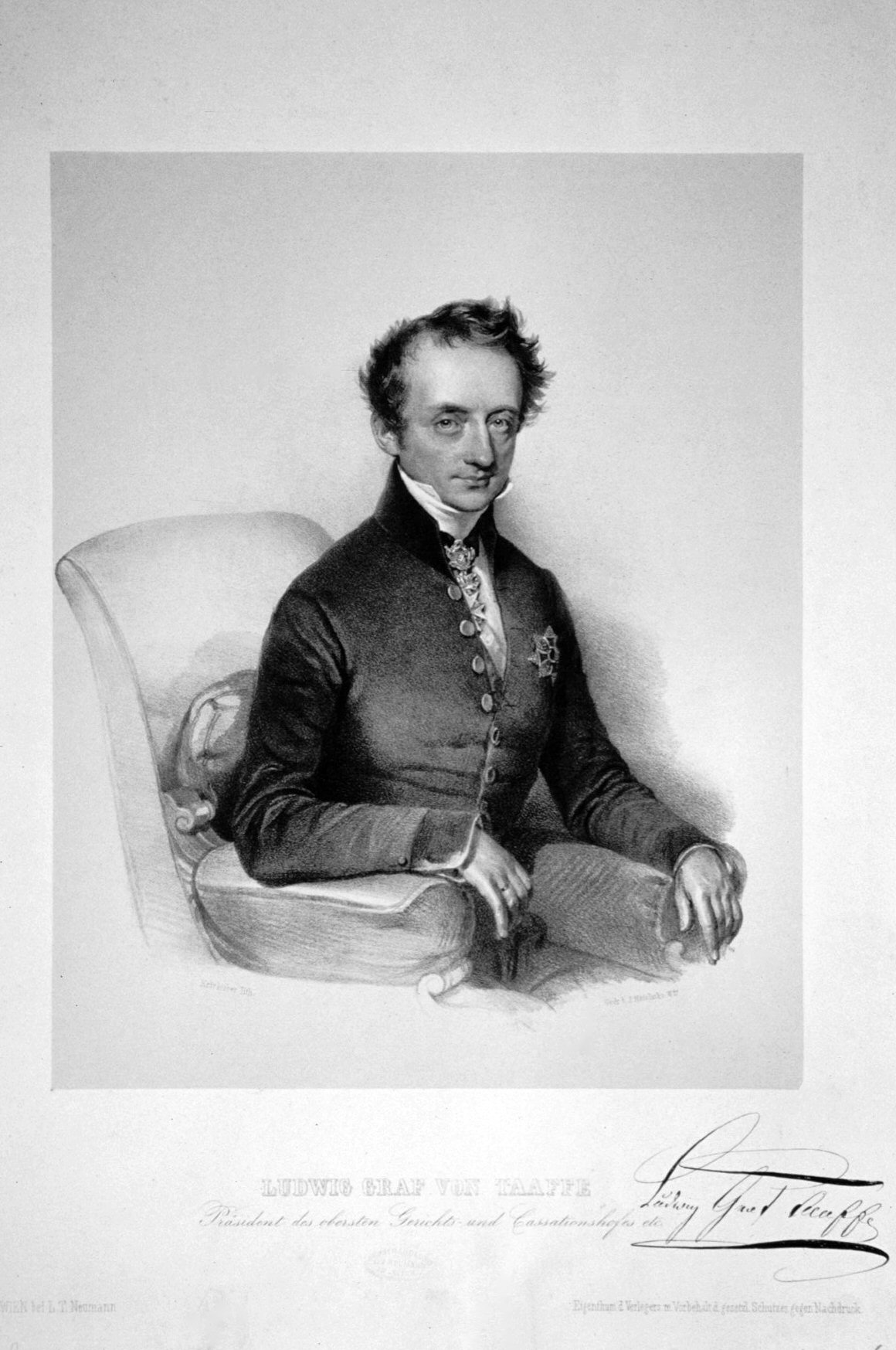
Ludwig Graf Taaffe (1791–1855)

Ludwig Patrick Johannes Graf Taaffe (* 23. Dezember 1791 in Brünn; † 21. Dezember 1855 in Wien) war ein österreichischer Jurist und Politiker.

## Leben
Der Sohn von Rudolph Graf Taaffe und dessen Ehefrau Josepha, geb. Gräfin von Haugwitz, besuchte ab 1799 die Theresianische Ritterakademie sowie ab 1801 das Akademische Gymnasium in Wien. Er nahm das Studium der Rechtswissenschaften an der Universität Wien auf und bestand 1811 die Richteramtsprüfung. 1813 wurde er „sub auspiciis imperatoris“ zum Doktor der Rechte promoviert und 1820 zum geheimen Rat ernannt. 1826 wurde er zweiter Präsident der allgemeinen Hofkammer. 1834 stieg er zum Obersten Justizpräsidenten auf und stand damit an der Spitze der österreichischen Rechtsprechung. Ab 1840 leitete er als Präsident die Hofkommission in Justizgesetzsachen. Nach dem Sturm auf das Niederösterreichische Landhaus und der gewaltsamen Niederschlagung durch das Militär am 13. März 1848 verhalf Taaffe dem zurückgetretenen Staatskanzler Klemens Wenzel Lothar von Metternich zur Flucht nach England. Am 20. März 1848 wurde er zum Minister der Justiz in der neugebildeten Regierung unter Franz Anton von Kolowrat-Liebsteinsky ernannt, jedoch erfolgte bereits im April seine Abberufung. Er übernahm nun wieder die Leitung des Obersten Gerichtshofes und widmete sich in dieser Funktion der Vereinheitlichung der Rechtsprechung im Kaisertum Österreich. Ab 1850 bis zu seinem Tod 1855 stand er dem neuorganisierten Obersten Gerichts- und Kassationshof in Wien vor.
Er war Ehrenritter des Malteserordens und erhielt 1836 das Großkreuz des österreichischen Leopoldordens. Taaffe gehörte zahlreichen Gelehrtengesellschaften an, so der Akademie der bildenden Künste in Wien und der Accademia Tiberina in Rom als Ehrenmitglied. Beim Tod seines Bruders Franz 1849 erbte Ludwig Taaffe, der einer irischstämmigen Familie entspross, dessen irische Adelstitel als 9. Viscount Taaffe und 9. Baron Ballymote.

## Familie
Taaffe heiratete Amalie (1802–1874), Tochter des Fürsten Karl August von Bretzenheim, der Letzten ihres Geschlechts, das einer außerehelichen Beziehung ihres Großvaters, des Kurfürsten Karl Theodor von Pfalz-Bayern, entstammte. Aus dieser Ehe stammten zwei Söhne:
- Karl (* 26. April 1823; † 19. November 1873)
- Eduard (* 24. Februar 1833; † 29. November 1895), Ministerpräsident ⚭ Irma Csáky de Körösszegy et Adorján (* 6. Januar 1838; † 15. Mai 1912)
- Walburga Clementina Rudolphina Francesca (* 23. Oktober 1825; † 13. September 1882)
- Amelia Rudolphina Henrietta Luise (* 29. September 1829; † 18. Mai 1891), Stiftsdame[4]
- Amelia Walburga (* 14. September 1831)